# الكفير (إدلب)
الكفير قرية سورية تتبع ناحية مركز جسر الشغور في منطقة جسر الشغور في محافظة إدلب. بلغ عدد سكانها 1567 نسمة في عام 2004 حسب إحصاء المكتب المركزي للإحصاء.